# Roberts megye (Dél-Dakota)
Roberts megye az Amerikai Egyesült Államokban, azon belül Dél-Dakota államban található. Megyeszékhelye és legnagyobb városa Sisseton. Lakosainak száma 10 280 fő (2020. április 1.). Roberts megye Richland, Grant, Day, Marshall, Sargent, Traverse és Big Stone megyékkel határos.

## Népesség
A megye népességének változása:
| Lakosok száma | 10 182 | 10 300 | 10 305 | 10 251 | 10 311 | 10 280 |
|               | 2010   | 2011   | 2012   | 2013   | 2015   | 2020   |